# Rhionaeschna absoluta
Rhionaeschna absoluta – gatunek ważki z rodziny żagnicowatych (Aeshnidae). Występuje na terenie Ameryki Południowej.